# Azinfos-ethyl

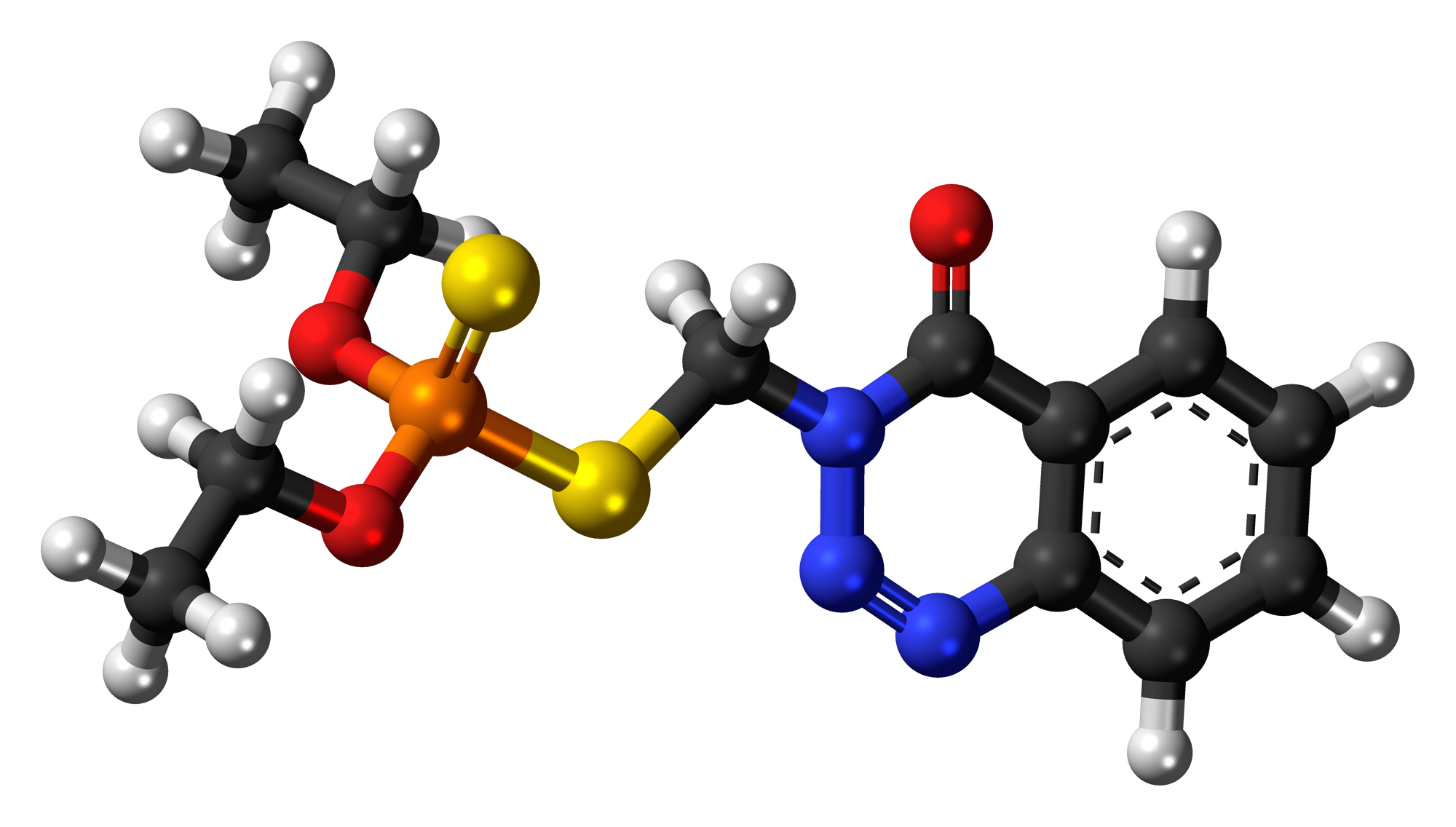
schéma Azinfos-ethylu

Azinfos-ethyl (též známý jako ethylazinfos nebo pod obchodní značkou Gusathion; systematický název 3-(Diethoxyfosfinthioylsulfanylmethyl)-1,2,3-benzotriazin-4-on) je širokospektrální organofosfátový insekticid.

## Regulace
Azinfos-ethyl je vysoce toxický pro savce, WHO klasifikuje jeho nebezpečnost do třídy IB, tedy jako vysoce nebezpečný. Je také na seznamu extrémně nebezpečných látek amerického federálního zákona EPCRA, v Česku je obsažen v seznamu jedů vydaném pro účely trestního zákona.